# تيم أومالي
تيم أومالي (بالإنجليزية: Tim O'Malley)‏ هو سياسي أيرلندي، ولد في 3 يوليو 1944 في ليمريك في جمهورية أيرلندا. حزبياً، نشط في حزب الديمقراطيين التقدميين. في الانتخابات العمومية الإيرلندية 2002 ‏، انتخب نائب دييل عن دائرة ليمريك الشرقية ‏ وقد انضم خلال فترته النيابية ‏ (6 يونيو 2002 – 26 أبريل 2007) للكتلة البرلمانية حزب الديمقراطيين التقدميين.